# Palaeovaranus
Palaeovaranus is een geslacht van uitgestorven varanoïde hagedissen uit het Laat-Eoceen van Frankrijk en Duitsland. Het bevat de twee soorten Palaeovaranus cayluxensis en Palaeovaranus giganteus (voorheen toegewezen aan het aparte geslacht Melanosauroides). 
Het geslacht werd benoemd door Henri Filhol in 1877 als Palaeovaranus, 'de oeroude varaan', maar was al eerder door hem benoemd als Palaeosaurus cayluxi in 1873, en als Necrosaurus cuxleyi in 1876, nadat werd ontdekt dat de naam Palaeosaurus al bezet was door Palaeosaurus Riley & Stutchbury, 1836. De soortaanduiding verwijst naar de vindplaats Caylus.  De naam Necrosaurus werd na een revisie door Raoul Hoffstetter in 1943 het meest gebruikt omdat Palaeovaranus daarvan slechts een jonger synoniem zou zijn. In 2017 echter stelde Georgios Georgalis dat Filhol nooit een voldoende beschrijving had gegeven waardoor alle drie zijn namen nomina nuda zouden zijn. Dit zou Karl Alfred Ritter von Zittels beschrijving van het taxon uit 1887 waarbij de naam Palaeovaranus gebruikt werd de geldige autoriteit maken.
Volgens Georgalis is het holotype een door Zittel beschreven linkerbovenkaaksbeen, dat vermoedelijk verloren is gegaan. Vaak is gedacht dat een dentarium en een dijbeen (MNHN.F.QU17626) het typemateriaal waren.
Hoffstetter hernoemde in 1943 Melanosauroides giganteus Kuhn 1940, gebaseerd op het skelet GMH CeIII-4139-1933, tot een Necrosaurus giganteus. Georgalis maakte er in 2017 een Palaeovaranus giganteus van. Ophisauriscus eucarinatus, eerder wel als een jonger synoniem beschouwd, zag hij als een nomen dubium.